# Štědrá (Kynšperk nad Ohří)
Štědrá, dříve Müln (německy Mülln), je osada, část města Kynšperk nad Ohří v okrese Sokolov v Karlovarském kraji. Nachází se asi tři kilometry jižně od Kynšperku nad Ohří. Je zde evidováno 16 adres. V roce 2011 zde trvale žilo 28 obyvatel.
Štědrá leží v katastrálním území Štědrá u Kynšperka nad Ohří o rozloze 3,05 km².

## Historie
První písemná zmínka o vesnici pochází z roku 1370. V letech 1938 až 1945 byla ves (v důsledku uzavření Mnichovské dohody) přičleněna k nacistickému Německu.

## Obyvatelstvo
Při sčítání lidu v roce 1921 zde žilo 200 obyvatel, všichni německé národnosti, kteří se hlásili k římskokatolické církvi.
| Rok            | 1869 | 1880 | 1890 | 1900 | 1910 | 1921 | 1930 | 1950 | 1961 | 1970 | 1980 | 1991 | 2001 | 2011 | 2021 |
| -------------- | ---- | ---- | ---- | ---- | ---- | ---- | ---- | ---- | ---- | ---- | ---- | ---- | ---- | ---- | ---- |
| Počet obyvatel | 187  | 205  | 207  | 197  | 188  | 200  | 193  | 70   | 52   | 35   | 29   | 22   | 19   | 28   | 39   |
| Počet domů     | 38   | 39   | 39   | 38   | 39   | 39   | 40   | 20   | -    | 14   | 9    | 7    | 10   | 11   | 14   |

## Obecní správa
Při sčítání lidu v letech 1850–1889 Štědrá byla osadou obce Kamenný Dvůr v okrese Falknov. V letech 1890–1959 byla samostatnou obcí v okrese Sokolov (v letech 1869–1910 Falknov, v letech 1921–1930 Falknov nad Ohří). Od roku 1960 je částí města Kynšperk nad Ohří v okrese Sokolov. V letech 1950–1959 k obci patřily Dvorečky.